# Hans Acker
Hans Acker (* um 1380; † 1461 in Ulm) war ein deutscher Glasmaler, der im 15. Jahrhundert in Ulm nachweisbar ist. Er wird auch unter dem Namen Hans von Ulm geführt, hat aber keine Verbindung zum Adelsgeschlecht derer von Ulm. Er gehört zur Künstlerfamilie Acker, die in Ulm mehrere Vertreter kennt, so etwa Jakob Acker (den Älteren) und Jakob Acker (den Jüngeren). Die genauen biographischen Daten sind bislang unklar.

## Stilistische Einordnung
Ackers Stil wendet sich vom sogenannten Weichen Stil, der sich am Schönheitsideal der höfischen Welt des 15. Jahrhunderts orientiert, zum spätgotischen Realismus. Er wird damit der Generation um Hans Multscher, Lukas Moser und Hans Witz zugeordnet.
Zugleich ist er ein früher Vertreter der Ulmer Schule.
Seine Hintergrundmotive sind von Landschaftsdarstellungen geprägt und zeugen von einer großen Liebe zum Detail (z. B. Blumen, Seen, Berge, Stadtsilhouetten). Verbunden ist dies mit höchster handwerklich-künstlerischer Qualität.

## Werke
- Glasfenster-Zyklus im Ulmer Münster um 1430 entstanden: In der dortigen Bessererkapelle hat er im „Chörlein“ die Stationen der biblischen Geschichte und im Südfenster ein „Jüngstes Gericht“ dargestellt. So sind zum Beispiel im zweiten Fenster von links (siehe Bild) von oben nach unten sechs Szenen aus dem Alten Testament zu sehen[1]:

- Sündenfall
- Vertreibung aus dem Paradies
- Brudermord (siehe Bild)
- Arche Noah (siehe Bild)
- Abrahams Gastmahl
- Isaaks Opferung

- Außerdem befindet sich in einem Nordfenster der Neithartkapelle des Ulmer Münsters eine schöne Glasmalerei des „St. Georg“ von etwa 1440.

- Ebenfalls ihm zugeschrieben wird das Passionsfenster des Berner Münsters von 1441, welches seinerzeit in Einzelteilen zerlegt von Ulm nach Bern transportiert wurde.

## Galerie

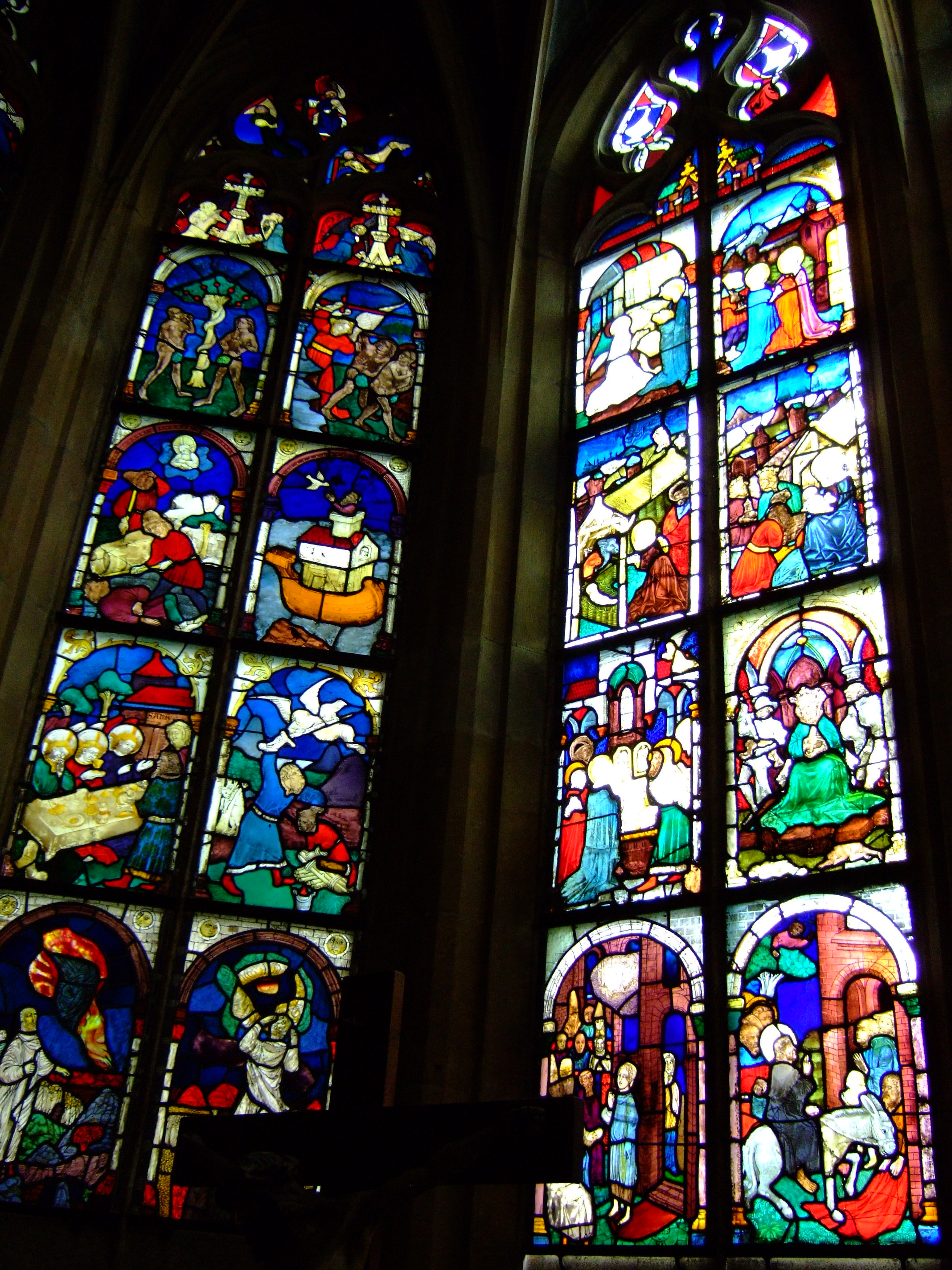
Das 2. und 3. Fenster im Chor der Besserer-Kapelle
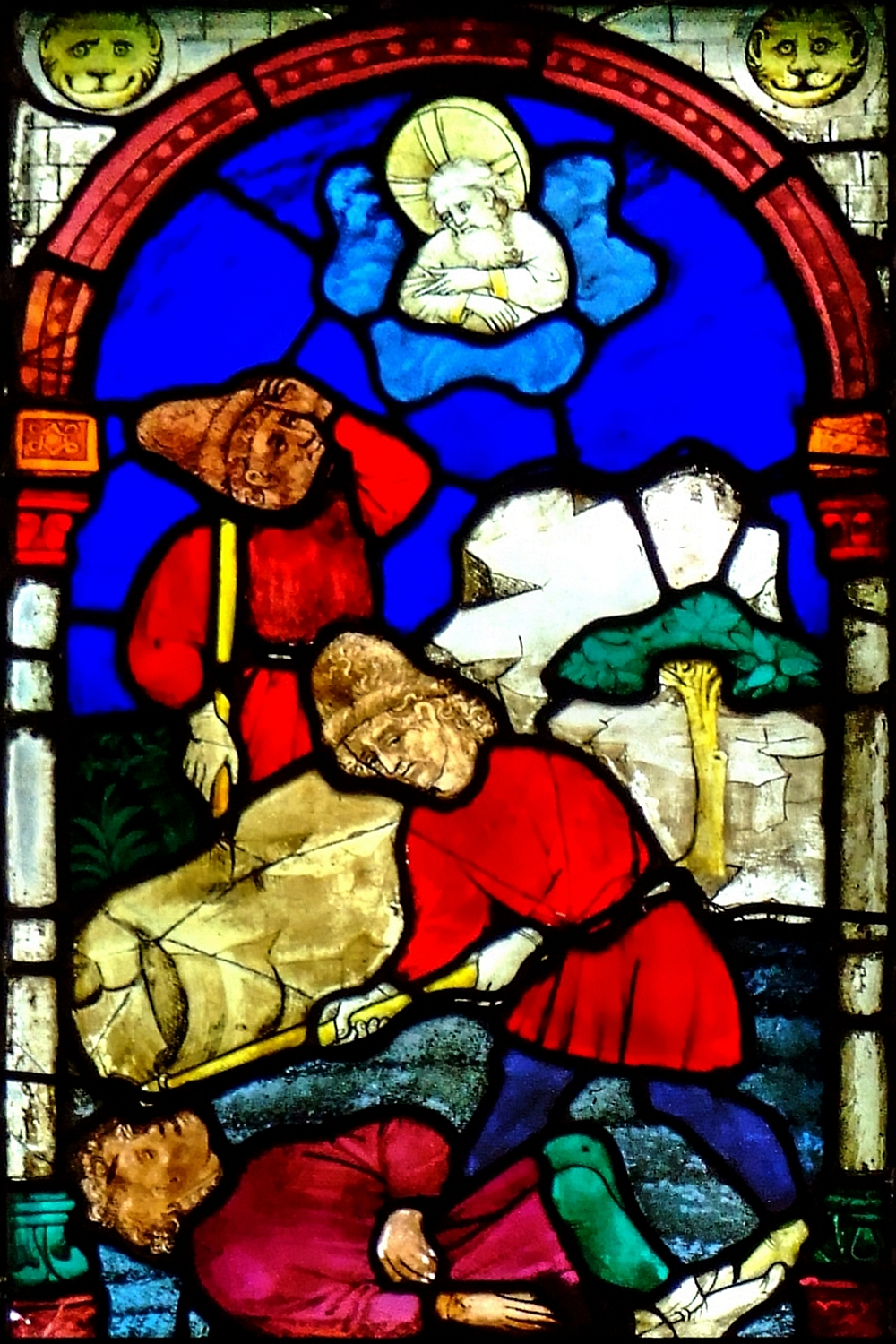
Der Brudermord, Detail aus dem 2. Fenster
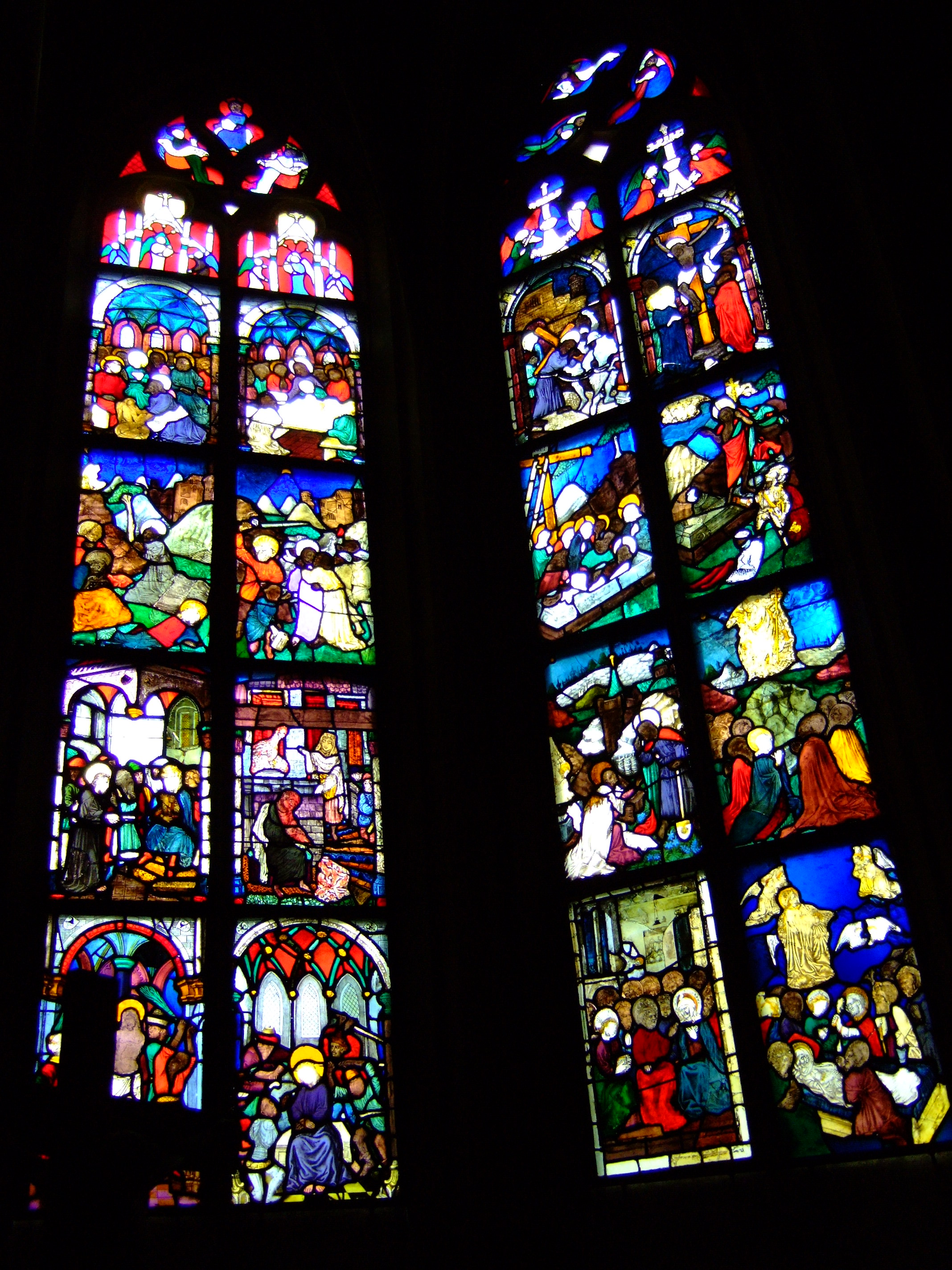
Das 4. und 5. Fenster im Chor der Besserer-Kapelle
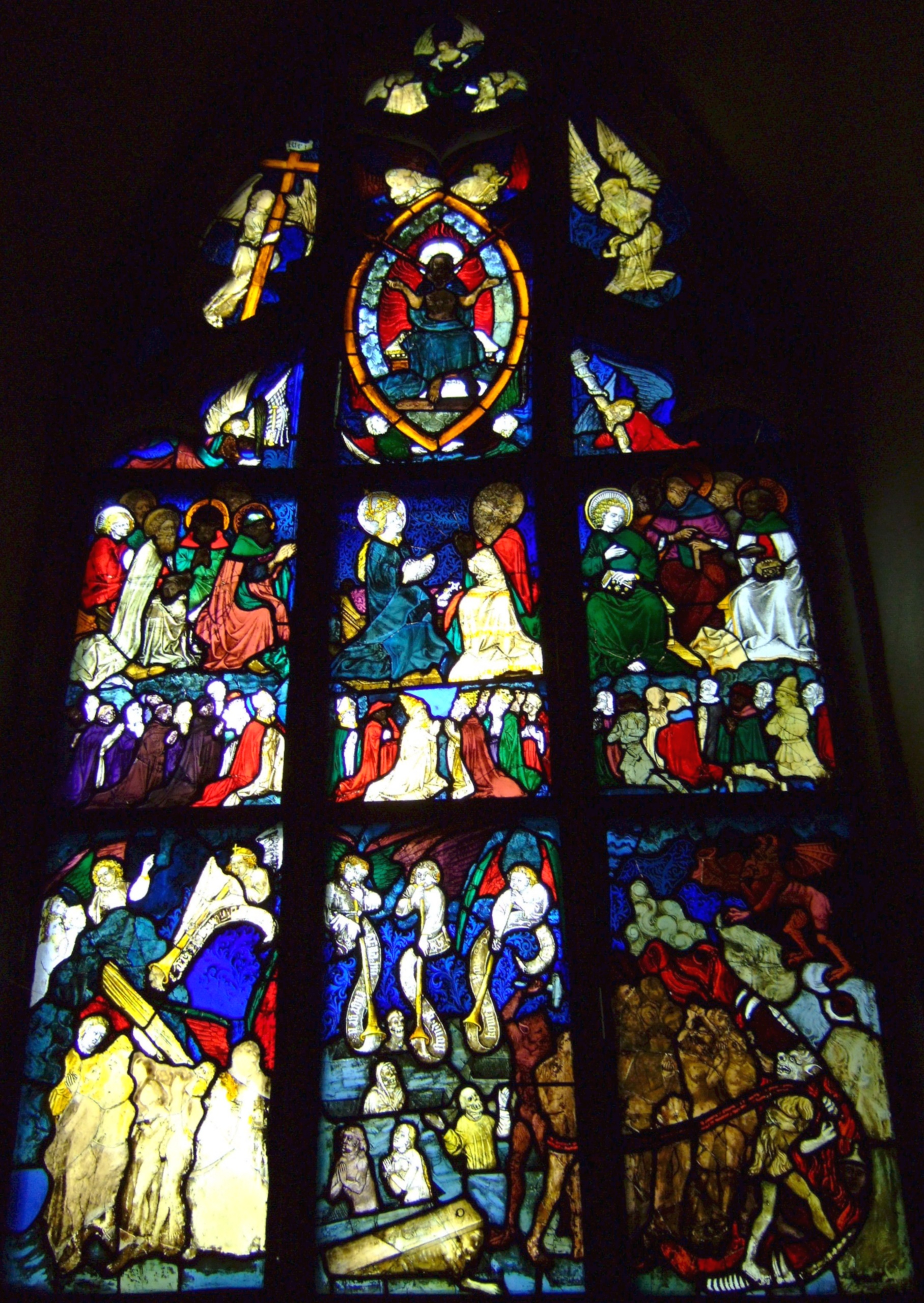
„Jüngstes Gericht“ im Südfenster der Besserer-Kapelle